# Атанас Брайков
Атанас Нешов Попбрайков е български обществен деец от епохата на Българското възраждане в Македония.

## Биография
Роден е в Копривщица. Брат е на Найден Брайков.
Учи във Военномедицинското училище в Цариград, както и брат му Найден. Спомоществовател за „Французко-българския разговорник“ на Иван Найденов (1859).
В края на 60-те и първата половина на 70-те години на XIX век живее в Битоля, където неговият брат Найден Брайков работи като аптекар. Участва в борбите за църковна независимост на българите. Немалки са неговите заслуги за отнемането на битолската черква „Света Неделя“ от ръцете на гъркоманите; в нея са се черкували битолчани преди построяването на градската черква „Света Богородица“. На Коледа през 1868 г. една група битолчани начело с Атанас Брайков смъкват гъркоманските черковни певци от певческите столове, изтикват ги вън, с тояги пропъждат намиращите се в храма гъркомани и така тази историческа черква минава в ръцете на битолчани.
Женен е за Нона Каблешкова, също от Копривщица, най-голямата сестра на революционера Тодор Каблешков. В Битоля Нона Брайкова открива първото българско девическо училище през 1870 година и преподава там до 1875 година; след това се преместват в Кукуш. Имат един син, убит през Междусъюзническата война в 1913 г.